# La Chapelle-Hareng
La Chapelle-Hareng település Franciaországban, Eure megyében. Lakosainak száma 122 fő (2022. január 1.). La Chapelle-Hareng Cordebugle, Courtonne-les-Deux-Églises, Marolles, Drucourt és Le Planquay községekkel határos.

## Népesség
A település népességének változása:
| Lakosok száma | 104  | 77   | 78   | 82   | 87   | 87   | 100  | 113  | 117  | 122  |
|               | 1968 | 1982 | 1990 | 2006 | 2013 | 2015 | 2017 | 2019 | 2020 | 2022 |